# Mexikanische Fußballnationalmannschaft (U-17-Junioren)
Die mexikanische Fußballnationalmannschaft der U-17-Junioren ist eine Auswahlmannschaft der Federación Mexicana de Fútbol Asociación, die aus mexikanischen Fußballspielern besteht, die das 16. Lebensjahr bereits begonnen und das 17. Lebensjahr noch nicht vollendet haben. Die U-17-Fußballspieler Mexikos sind mit zwei gewonnenen Weltmeistertiteln in den Jahren 2005 und 2011 eine der erfolgreichsten Auswahlmannschaften dieser Altersklasse. Nur die U-17-Auswahlmannschaften von Nigeria mit fünf und Brasilien mit drei Weltmeistertiteln sowie die Auswahl Ghanas mit ebenfalls zwei Titeln sind in dieser Hinsicht erfolgreicher bzw. ebenso erfolgreich. (Stand: 2017)

## Teilnahme an U-17-Fußballweltmeisterschaften
| Jahr   | Runde | Sp | S | U | N | Tore | Bemerkungen |
| ------ | --- | --- | --- | --- | --- | --- | --- |
| 1985   | Vorrunde | 3 | 1 | 1 | 1 | 03:03 | Nach einem 0:0 gegen Ungarn und einem 3:1 gegen Katar hätte gegen Brasilien ein Remis zum Weiterkommen gereicht, da die Seleção zuvor mit 0:1 gegen Ungarn unterlag. Doch Mexiko verlor mit 0:2 (0:0) und schied als Drittplatzierter aus. |
| 1987   | Vorrunde | 3 | 1 | 1 | 1 | 03:09 | Nach einem 2:2 gegen Bolivien und einer derben 0:7-Niederlage gegen die Sowjetunion nutzte auch ein 1:0 gegen den amtierenden Weltmeister Nigeria nicht mehr zum Weiterkommen, reichte aber immerhin noch für den Sprung auf Platz drei. Wie schwer die mexikanische Vorrundengruppe war, wird deutlich, wenn man sich vor Augen hält, dass die beiden Gruppengegner Sowjetunion und Nigeria sich auch im Finale gegenüberstanden. |
| 1989   | Disqualifiziert, nachdem sich der mexikanische Verband bei der Qualifikation für die Olympischen Spiele in Seoul nicht an Altersgrenzen der Spieler gehalten hatte. | Disqualifiziert, nachdem sich der mexikanische Verband bei der Qualifikation für die Olympischen Spiele in Seoul nicht an Altersgrenzen der Spieler gehalten hatte. | Disqualifiziert, nachdem sich der mexikanische Verband bei der Qualifikation für die Olympischen Spiele in Seoul nicht an Altersgrenzen der Spieler gehalten hatte. | Disqualifiziert, nachdem sich der mexikanische Verband bei der Qualifikation für die Olympischen Spiele in Seoul nicht an Altersgrenzen der Spieler gehalten hatte. | Disqualifiziert, nachdem sich der mexikanische Verband bei der Qualifikation für die Olympischen Spiele in Seoul nicht an Altersgrenzen der Spieler gehalten hatte. | Disqualifiziert, nachdem sich der mexikanische Verband bei der Qualifikation für die Olympischen Spiele in Seoul nicht an Altersgrenzen der Spieler gehalten hatte. | Disqualifiziert, nachdem sich der mexikanische Verband bei der Qualifikation für die Olympischen Spiele in Seoul nicht an Altersgrenzen der Spieler gehalten hatte. |
| 1991   | Vorrunde | 3 | 1 | 0 | 2 | 05:06 | Enttäuschendes Abschneiden der Mexikaner, die erstmals bei einer U-17-WM den letzten Platz in der Gruppe belegten. Nach einem 3:4 gegen Australien und einem 1:0 gegen Katar scheiterte man durch ein 1:2 im letzten Spiel gegen Kongo. |
| 1993   | Vorrunde | 3 | 1 | 0 | 2 | 04:07 | Das 2:1 im ersten Spiel gegen Italien sicherte letztendlich nur den dritten Platz in der Vorrundengruppe A, die Ghana mit 9:1 Toren und 6:0-Punkten (4:1 gegen Mexiko) vor Gastgeber Japan (2:1 gegen Mexiko) gewann. |
| 1995   | Nicht qualifiziert | Nicht qualifiziert | Nicht qualifiziert | Nicht qualifiziert | Nicht qualifiziert | Nicht qualifiziert | Nicht qualifiziert |
| 1997   | Vorrunde | 3 | 1 | 0 | 2 | 08:06 | Nach einem 2:3 gegen Spanien und einem 5:0 gegen Neuseeland hätte Mexiko zum erstmaligen Weiterkommen ein Remis gegen Mali genügt, verlor aber mit 1:3 und belegte wieder einmal den undankbaren dritten Platz. |
| 1999   | Viertelfinale | 4 | 2 | 0 | 2 | 07:07 | Erstmals überstand Mexiko die Gruppenphase. Nach einem 4:0 gegen Thailand und einem 0:4 gegen Ghana musste Mexiko gegen Spanien gewinnen, die bereits vier Punkte hatten, und schaffte ein 1:0. Im Viertelfinale unterlag El Tri dann aber mit 2:3 gegen die USA. Als Trost blieb die Auszeichnung des FIFA Fair-Play Awards als fairstes Team der WM. |
| 2001   | Nicht qualifiziert | Nicht qualifiziert | Nicht qualifiziert | Nicht qualifiziert | Nicht qualifiziert | Nicht qualifiziert | Nicht qualifiziert |
| 2003   | Viertelfinale | 4 | 1 | 2 | 1 | 05:05 | Nach einem 0:0 gegen Kolumbien und einem 2:0 gegen Gastgeber Finnland war Mexiko Tabellenführer und durfte hoffen, erstmals Gruppensieger bei einer U-17-WM zu werden. Doch ein 3:3 im letzten Spiel gegen den Tabellenletzten China und ein gleichzeitiger 9:1-Kantersieg der Kolumbianer gegen die Finnen verbannte El Tri auf den zweiten Platz. Erneut folgte das Aus im Viertelfinale, diesmal mit 0:2 gegen Argentinien. |
| 2005   | Weltmeister | 6 | 5 | 0 | 1 | 16:03 | Die mit viel Zuversicht ins Turnier gestartete „goldene Generation“ des mexikanischen Fußballs um Superstar Giovani dos Santos verpasste wegen einer 1:2-Niederlage gegen die Türkei zwar den Gruppensieg und benötigte im Viertelfinale die Verlängerung, um sich mit 3:1 gegen Costa Rica durchzusetzen, kam gegen Ende des Turniers aber richtig in Fahrt und überrollte im Halbfinale die Niederländer mit 4:0 und im Finale die Brasilianer mit 3:0. Außerdem wurde der Mexikaner Carlos Vela mit fünf Treffern Torschützenkönig des Turniers.          |
| 2007   | Nicht qualifiziert | Nicht qualifiziert | Nicht qualifiziert | Nicht qualifiziert | Nicht qualifiziert | Nicht qualifiziert | Nicht qualifiziert |
| 2009   | Achtelfinale | 4 | 2 | 1 | 1 | 04:03 | Nach einem 0:2 gegen den späteren Gruppensieger und Weltmeister Schweiz erreichte El Tri durch zwei Siege gegen Brasilien (1:0) und Japan (2:0) immerhin den zweiten Platz in der Vorrundengruppe und die Qualifikation fürs Achtelfinale, wo Mexiko im Elfmeterschießen gegen Südkorea unterlag. |
| 2011   | Weltmeister | 7 | 7 | 0 | 0 | 17:07 | Im eigenen Land schaffte Mexiko erstmals überhaupt den Vorrundengruppensieg und wurde mit der makellosen Bilanz von sieben Siegen in sieben Spielen zum zweiten Mal Weltmeister. Darüber hinaus wurden die Mexikaner Julio Gómez mit dem goldenen, Jorge Espericueta mit dem silbernen und Carlos Fierro mit dem bronzenen Ball als die drei besten Spielern des Turniers ausgezeichnet. |
| 2013   | Vizeweltmeister | 7 | 4 | 1 | 2 | 11:11 | Mexiko erlebte mit einer 1:6-Auftaktniederlage gegen Nigeria die höchste Niederlage, die ein Titelverteidiger bisher in einem Eröffnungsspiel hinnehmen musste. Die nächsten fünf Spiele gewann Mexiko (unter anderem ein 11:10-Sieg im Elfmeterschießen gegen Brasilien) und stieß bis ins Finale vor. Dort erwies sich Nigeria erneut als unüberwindbare Hürde und El Tri verlor 0:3. Bester mexikanischer Spieler war Iván Ochoa, der mit vier Treffern die meisten Tore für die Mexikaner erzielte und zudem mit dem bronzenen Ball ausgezeichnet wurde. |
| 2015   | 4. Platz | 7 | 4 | 1 | 2 | 14:09 | Erneut scheiterte Mexiko am späteren Weltmeister Nigeria: diesmal mit 2:4 im Halbfinale. Im Spiel um den dritten Platz verlor El Tri 2:3 gegen Belgien. |
| 2017   | Achtelfinale | 4 | 0 | 2 | 2 | 04:06 | Mexiko gewann kein einziges Spiel und konnte sich mit zwei in der Vorrunde erzielten Punkten als viertbester Gruppendritter gerade noch für das Achtelfinale qualifizieren, wo El Tri gegen den Iran (1:2) ausschied. |
| 2019   | Vizeweltmeister | 7 | 3 | 2 | 2 | 14:05 | Nach einem Remis gegen Paraguay und einer Niederlage gegen Italien qualifizierte Mexiko sich noch als bester Gruppendritter für die Finalrunde, in der Japan und Südkorea eliminiert werden konnten. Im Halbfinale traf Mexiko dann auf die Niederlande, die sich ebenfalls als Gruppendritter qualifizierte und im Elfmeterschießen besiegt werden konnte. Im Finale gegen Gastgeber Brasilien unterlag Mexiko trotz einer 1:0-Führung durch einen Strafstoß in der Schussphase des Spiels und das entscheidende Tor in der Nachspielzeit.                  |
| 2023   | Achtelfinale | 4 | 1 | 1 | 2 | 7:10 | |
| Gesamt | 15 von 19 | 69 | 34 | 12 | 23 | 122:97 | |

## Erfolge

### Titel
- Weltmeister: 2005, 2011
- CONCACAF-Sieger: 1985, 1987, 1991, 1996, 2013, 2015, 2017, 2019, 2023 (Rekordsieger mit 9 Titeln)
- CONCACAF-Gruppensieger (WM-Qualifikation): 1999, 2005

### Auszeichnungen
- FIFA Fair-Play Award als fairste Mannschaft des Turniers: 1999
- Golder Schuh: Carlos Vela (Torschützenkönig der WM 2005)
- Golder Ball: Julio Gómez (Bester Spieler der WM 2011)
- Silberner Ball: Giovani dos Santos (Zweitbester Spieler der WM 2005), Jorge Espericueta (Zweitbester Spieler der WM 2011)
- Bronzener Ball: Carlos Fierro (Drittbester Spieler der WM 2011), Iván Ochoa (Drittbester Spieler der WM 2013)

## Der Kader des Weltmeisters von 2005
| Nummer     | Name                | Damaliger Verein | Geburtstag |          |
| Torhüter   | Torhüter            | Torhüter         | Torhüter   | Torhüter |
| ---------- | ------------------- | ---------------- | ---------- | -------- |
| 0 1        | Sergio Arias        | Guadalajara      | 27.02.1988 |          |
| 12         | Alejandro Gallardo  | Atlas            | 16.01.1988 |          |
| 19         | Cristian Flores     | Atlas            | 30.04.1988 |          |
| Abwehr     |                     |                  |            |          |
| 0 2        | Patricio Araujo (c) | Guadalajara      | 30.01.1988 |          |
| 0 3        | Efraín Juárez       | UNAM Pumas       | 22.02.1988 |          |
| 0 4        | Christian Sánchez   | Atlas            | 04.04.1989 |          |
| 0 5        | Héctor Moreno       | UNAM Pumas       | 17.01.1988 |          |
| 17         | Pedro Valverde      | Cruz Azul        | 06.04.1988 |          |
| Mittelfeld |                     |                  |            |          |
| 0 6        | Omar Esparza        | Guadalajara      | 21.05.1988 |          |
| 0 7        | Jorge Hernández     | Atlas            | 11.02.1988 |          |
| 11         | Mario Gallegos      | Atlas            | 15.04.1988 |          |
| 13         | Edgar Andrade       | Cruz Azul        | 02.03.1988 |          |
| 15         | Juan Carlos Silva   | América          | 06.02.1988 |          |
| 16         | Adrián Aldrete      | Morelia          | 14.06.1988 |          |
| 18         | César Villaluz      | Cruz Azul        | 18.07.1988 |          |
| Angriff    |                     |                  |            |          |
| 0 8        | Giovani dos Santos  | Barcelona        | 11.05.1989 |          |
| 0 9        | Carlos Vela         | Guadalajara      | 01.03.1989 |          |
| 10         | Ever Guzmán         | Morelia          | 15.03.1988 |          |
| 14         | Heriberto Beltrán   | Pachuca          | 03.03.1988 |          |
| 20         | Enrique Esqueda     | América          | 19.04.1988 |          |
| Trainer    |                     |                  |            |          |
|            | Jesús Ramírez       |                  | 21.04.1957 |          |

## Der Kader des Weltmeisters von 2011
| Nummer     | Name                      | Damaliger Verein  | Geburtstag |          |
| Torhüter   | Torhüter                  | Torhüter          | Torhüter   | Torhüter |
| ---------- | ------------------------- | ----------------- | ---------- | -------- |
| 0 1        | Richard Sánchez           | Dallas            | 05.04.1994 |          |
| 12         | José Manuel González      | Pachuca           | 14.01.1995 |          |
| 21         | Dilan Nicoletti           | Newell’s Old Boys | 18.01.1994 |          |
| Abwehr     |                           |                   |            |          |
| 0 2        | Francisco Flores          | Cruz Azul         | 17.01.1994 |          |
| 0 3        | Carlos Guzmán             | Morelia           | 19.05.1994 |          |
| 0 4        | Antonio Briseño (c)       | Atlas             | 02.02.1994 |          |
| 0 5        | Jorge Luis Caballero      | Monterrey         | 25.01.1994 |          |
| 13         | Luis Solorio              | Guadalajara       | 01.08.1994 |          |
| 14         | Fabián Guzmán             | Atlas             | 30.04.1994 |          |
| 15         | Felipe de Jesús Sifuentes | Monterrey         | 16.02.1994 |          |
| 18         | José Pablo Tostado        | Guadalajara       | 28.07.1994 |          |
| Mittelfeld |                           |                   |            |          |
| 0 6        | Kevin Escamilla           | UNAM Pumas        | 21.02.1994 |          |
| 0 7        | Jorge Espericueta         | UANL Tigres       | 09.08.1994 |          |
| 0 8        | Julio Gómez               | Pachuca           | 13.08.1994 |          |
| 10         | Alfonso González          | Atlas             | 09.05.1994 |          |
| 16         | Enrique Flores            | Monterrey         | 25.03.1994 |          |
| 17         | Giovani Casillas          | Guadalajara       | 04.01.1994 |          |
| Angriff    |                           |                   |            |          |
| 0 9        | Carlos Fierro             | Guadalajara       | 24.07.1994 |          |
| 11         | Marco Bueno               | León              | 31.03.1994 |          |
| 19         | Daniel Hernández          | Monterrey         | 16.02.1994 |          |
| 20         | Marcelo Gracia            | Monterrey         | 02.04.1994 |          |
| Trainer    |                           |                   |            |          |
|            | Raúl Gutiérrez            |                   | 16.10.1966 |          |